# Maraaya
Maraaya is een Sloveens duo.

## Biografie
Maraaya bestaat uit zangeres Marjetka Vovk en producer Aleš Vovk. Het duo werd opgericht in 2014. Hun eerste single, Lovin' me, werd een succes in België, Duitsland, Italië en Slovenië. Begin 2015 nam Maraaya deel aan EMA, de Sloveense nationale preselectie voor het Eurovisiesongfestival. Met het nummer Here for you won het duo EMA 2015, waardoor het Slovenië mocht vertegenwoordigen op het Eurovisiesongfestival 2015, dat gehouden werd in de Oostenrijkse hoofdstad Wenen. Het duo behaalde hier de 14de plaats.
Naast een muzikaal duo vormen Marjetka en Aleš ook in het dagelijks leven een koppel. Ze hebben samen twee zonen. Aleš was als producer ook verantwoordelijk voor Round and round, de Sloveense bijdrage op het Eurovisiesongfestival 2014, en voor Nisi sam (your light), het Sloveense nummer voor het Junior Eurovisiesongfestival 2014.

## Discografie

### Singles
| Single met hitnotering(en) in de Vlaamse Ultratop 50 | Datum van verschijnen | Datum van binnenkomst | Hoogste positie | Aantal weken | Opmerkingen                          |
| ---------------------------------------------------- | --------------------- | --------------------- | --------------- | ------------ | ------------------------------------ |
| Here for you                                         | 2015                  | 30-05-2015            | tip58*          |              | Inzending Eurovisiesongfestival 2015 |